# Суперкубок України з футболу 2017
Суперкубок України з футболу 2017 (комерційна назва: Суперкубок Фокстрот-2017) — 14-й розіграш Суперкубка України. Відбувся 15 липня 2017 року на стадіоні «Чорноморець» в Одесі, у матчі зустрілися чемпіон та володар кубка донецький «Шахтар» та срібний призер чемпіонату київське «Динамо». Перемогу з рахунком 2:0 одержав «Шахтар», ставши володарем Суперкубка у восьмий раз.

## Деталі
| 15 липня 2017 21:00 (UTC+3) |

| «Шахтар»         | 2:0      | «Динамо» |
| ---------------- | -------- | -------- |
| Феррейра 8', 56' | Протокол |          |

| «Чорноморець», Одеса Глядачів: 34 146 Арбітр: Костянтин Труханов (Харків) |

| «Шахтар» | «Динамо» |

| Переможець Суперкубка України 2017 |
| ---------------------------------- |
|                                    |
| «Шахтар» (Донецьк) Восьмий титул   |